# Corabia
Corabia kis kikötőváros Romániában, Olt megyében, a Duna bal partján. 2002-ben 21 932 lakosa volt.
A város nevének jelentése gálya és onnan ered, hogy az eredeti település egy hajótörött génuai gálya maradványaiból épült. Az 1880-as években vált fontos kikötővé.
A kommunista rendszerben Corabia fontos ipari városként fejlődött, az utóbbi évtizedben azonban sok gyárat bezártak és a lakók egy része nagyobb városokba költözött.